# Inowrocław-Zachód (gmina)
Inowrocław-Zachód – dawna gmina wiejska istniejąca w latach 1934–1954 w woj. poznańskim/pomorskim/bydgoskim (dzisiejsze woj. kujawsko-pomorskie). Siedzibą władz gminy był Inowrocław, który jednak nie wchodził w jej skład (gmina miejska).
Gmina zbiorowa Inowrocław-Zachód została utworzona 1 sierpnia 1934 roku w powiecie inowrocławskim w woj. poznańskim z dotychczasowych jednostkowych gmin wiejskich: Batkowo, Gorzany, Jaksice, Janikowo, Mimowola, Rycerzewo, Sielec, Sławęcinek i Tuczno (oraz z obszarów dworskich położonych na tych terenach lecz nie wchodzących w skład gmin). 
1 kwietnia 1938 gmina Inowrocław-Zachód została przyłączona do woj. pomorskiego. 6 lipca 1950 roku zmieniono nazwę woj. pomorskiego na bydgoskie. Według stanu z dnia 1 lipca 1952 roku gmina składała się z 21 gromad: Batkowo, Cieślin, Czyste, Giebnia, Gnojno, Gorzany, Jaksice, Janikowo, Kołuda Mała, Kołuda Wielka, Kościelec, Łącko, Ostrowo pod Janikowem, Pławin, Radłówek, Rycerzewo, Sielec, Sławęcin, Tuczno, Tuczno-Cukrownia i Węgierce.
Gmina została zniesiona 29 września 1954 roku wraz z reformą wprowadzającą gromady w miejsce gmin. Jednostki nie przywrócono 1 stycznia 1973 roku po reaktywowaniu gmin, powstała jednak gmina Inowrocław, obejmująca obszary dawnych gmin Inowrocław-Wschód i Inowrocław-Zachód, a także gmina Janikowo.